# Раґнар Торнквіст
Раґнар Торнквіст (норв. Ragnar Tørnquist) — норвезький розробник комп'ютерних ігор, співробітник компанії Funcom. Народився 31 липня 1970 року в Осло. Отримав освіту в Університеті Осло. Живе в рідному місті. Відомий пригодницькими іграми The Longest Journey та Dreamfall: The Longest Journey.

## Біографія
Торнквіст народився 31 липня 1970 року в столиці Норвегії, місті Осло. У 1987—1989 роках навчаючись в Оксфорді, вивчав мистецтво, історію і англійську мову. З 1989 р. по 1990 р. в Університеті Осло вивчав філософію і англійську. З 1990 по 1993 рр. навчався у відділенні «Базового вивчення кіно і телебачення» Тішської школи мистецтв Нью-Йоркського університету (англ. «Undergraduate Film and Television department at the New York University's Tisch School of the Arts»). У 1994 повернувся в Осло і приступив до роботи в компанії Funcom над комп'ютерною грою, як продюсер, дизайнер, сценарист, письменник та редактор. Першою роботою Торнквіста була участь у створенні гри за однойменним фільмом «Каспер».

## Ігрографія
1. Casper (1996)
2. Dragonheart: Fire & Steel (1996)
3. The Longest Journey (1999)
4. Anarchy Online (2001)
5. Dreamfall: The Longest Journey (2006)
6. The Secret World (2012) [1][2]
7. Dreamfall Chapters (2014-2016) [3]
8. Draugen (2019)